# Acaena stricta
Acaena stricta é uma espécie de rosácea do gênero Acaena, pertencente à família Rosaceae.